# أليكس تايلور (سياسي)
أليكس تايلور هو رائد أعمال وسياسي كندي، ولد في 17 مايو 1853 في أوتاوا في كندا، وتوفي في 16 فبراير 1916 في إدمونتون في كندا.